# Kanzler (Diplomatischer Dienst)
Ein Kanzler im diplomatischen Dienst leitet die Verwaltung einer Auslandsvertretung.

## Amtsbezeichnung in Deutschland
In Deutschland ist in den Besoldungsgruppen A 11 bis A 13 für Beamte im gehobenen auswärtigen Dienst die Amtsbezeichnung „Kanzler“ mit A 11 und „Kanzler erster Klasse“ mit A 12 und A 13 verbunden, sofern der Beamte mit der Leitung der Verwaltung beauftragt ist.

## Spanien
Auch in Spanien gibt es einen Kanzler (Canciller) als Leiter von Auslandsvertretungen. In anderen spanischsprachigen Ländern ist der canciller der Außenminister.